# Claude Eichenberger
Claude Eichenberger (* 1974 in Schlieren) ist eine Schweizer Opern- und Konzertsängerin (Mezzosopran).

## Leben und Wirken

### Ausbildung
Eichenberger wuchs in den Kantonen Schaffhausen und Thurgau auf. Nach einer Ausbildung als Lehrerin und folgender kurzer Berufstätigkeit absolvierte sie ihre Gesangsausbildung bei Elisabeth Glauser an der Hochschule der Künste Bern und erlangte dort 2000 das Lehrdiplom und 2003 das Solistendiplom. Anschließend wurde sie Mitglied des Opernstudios des Opernhauses Zürich.

### Opernsängerin
Im Jahr 2006 debütierte sie an der Staatsoper Berlin. Seit 2007 ist sie festes Ensemblemitglied der Bühnen Bern, wo sie Rollen interpretierte wie unter anderem La Haine in Armide, Octavian in Der Rosenkavalier, Herodias in Salome,  Komponist in Ariadne auf Naxos, Orlofsky in Die Fledermaus und Judith in Herzog Blaubarts Burg, Ortrud in Lohengrin, Venus in Tannhäuser, Fricka in Rheingold und der Walküre, Kundry in Parsifal, Brangäne in Tristan und Isolde, Ježibaba in Rusalka, Hänsel in Hänsel und Gretel, Madame Flora in The Medium, die Titelrolle in Carmen sowie die Küsterin in Jenůfa, Larina in Eugen Onegin, Maragond in Fierrabras und Das süsse Mädel in Reigen. 2025 erfolgte ihr Rollendebüt als Brünnhilde in der Götterdämmerung.
Weitere Engagements führten sie unter anderem zum Cantiere Internazionale d’Arte in Montepulciano (als Komponist in Ariadne auf Naxos) sowie zum Theater St. Gallen (als Carlotta in Schrekers Die Gezeichneten) und in einer konzertanten Aufführung an die Alte Oper Frankfurt (als Pagen in Salome). Sie gastierte zudem an der Berliner Staatsoper Unter den Linden, an der Hamburgischen Staatsoper (als Venus in Tannhäuser), an der Semperoper Dresden (als Gertrude in Roméo et Juliette), an der Nationaloper Amsterdam, am Staatstheater Cottbus, bei den Murten Classics in der Schweiz, an der Königlichen Oper Kopenhagen (als Brangäne) und 2024 unter der musikalischen Leitung von Kent Nagano bei den Dresdner Musikfestspielen sowie beim Internationalen Musikfest Hamburg als Fricka in Die Walküre.

### Konzertsängerin
Als Konzertsängerin arbeitete sie mit Dirigenten wie zum Beispiel Thomas Blunt, Roland Böer, Paul Daniel, Kevin John Edusei, Mirga Grazinyte-Tyla, Daniel Klajner, Philippe Jordan, Eiji Oue, Sébastien Rouland, Ralf Weikert und Mario Venzago zusammen. Ihr Konzertrepertoire umfasst unter anderem Oratorien, Messen und Passionen von Bach und Händel, Mendelssohn, Mozarts Große Messe in c-Moll, Verdis Messa da Requiem sowie Werke von Rossini und Dvořák. Weiters Brahms Alt-Rhapsodie, Mahlers Lieder eines fahrenden Gesellen, Wagners Wesendonck-Lieder und Der Cornet von Frank Martin.
Für die Bach-Stiftung St. Gallen erfolgten unter der Leitung von Rudolf Lutz Aufnahmen mehrerer Bachkantaten auf CD und DVD.

### Lehrtätigkeit
Eichenberger lehrt als Dozentin für Gesang an der Hochschule der Künste Bern.

## Privates
Claude Eichenberger ist verheiratet und Mutter eines Sohnes.

## Preise
- 2001: Erster Preis beim Elvira-Lüthi-Wegmann Wettbewerb[1]
- 2002: Erster Preis beim Kiefer-Hablitzel Wettbewerb[1]
- 2003: Eduard-Tschumi-Preis[1]
- 2022: Musikpreis des Kantons Bern[2]